# Aladar Rado
Aladar Rado (født 26. december 1882 i Budapest, Ungarn – død  7. September 1914 i Belgrad, Serbien) var en ungarsk komponist og dirigent.
Rado studerede komposition på Franz Liszt Musikkonservatoriet i Budapest, på samme årgang som Bela Bartok og Zoltan Kodaly. Han har skrevet en symfoni, orkesterværker, symfoniske digtninge, kammermusik, scenemusik, operaer, klaverstykker, en strygekvartet etc. Han fik forskellige stipendier som gjorde det muligt for ham at flytte til Berlin, hvor han levede som freelance komponist, og blev dirigent på forskellige teatre i byen. Rado blev indkaldt til den ungarske hær, hvor han i 1914 mistede livet under kampe i første Verdenskrig i Belgrad i Serbien. 

## Udvalgte værker
- Symfoni "Petőfi" (1909) - for orkester
- Symfonisk digtning "Falu végén kurta kocsma" (Pub for enden af landsbyen)  (1909) - for orkester
- Suite (1908) - for orkester
- Golem (1912) - opera
- Den fortabte søn (1914) - scenemusik